# زاميا غنترية
زاميا غنترية (الاسم العلمي: Zamia gentryi) هي نوع من النباتات تتبع جنس الزاميا من الفصيلة الزامية.